# Konstruktive Tendenzen
Die Künstlergruppe konstruktive Tendenzen ist eine Vereinigung konstruktiv-konkret arbeitender Künstler.
Die Gruppe wurde 1983 gegründet und hat seitdem zahlreiche gemeinsame Ausstellungen an verschiedenen Institutionen im In- und Ausland veranstaltet. Gründungsmitglied und Nestor der konstruktiven Tendenzen war der Grafikdesigner Anton Stankowski, der bis zu seinem Tod 1998 regen Anteil an den Aktivitäten der Gruppe nahm.  
Mitte der 1980er Jahre waren folgende Künstler Mitglieder der Gruppe: Klaus Basset, Rolf Bodenseh, Karl Duschek, Karl-Heinz Franke, Hans Geipel, Rainer Holzapfel, Waltraut Huth-Rössler, Herbert W. Kapitzki, Frieder Kühner, Horst Kuhnert, Günter Neusel, Christa Roesner-Drenhaus, Max Schmitz, Peter Staechelin, Anton Stankowski, Herbert Volz, Hermann Waibel und Heinz Witthoeft.

## Ausstellungen der Gruppe (Auswahl)
- 1985 Galerie der Stadt Mainz
- 1986 Kunstverein Heilbronn
- 1989 Center of Arts, Kairo
- Landesvertretung Niedersachsen, Bonn
- 1990 Galerie LG, Stuttgart
- 1991 Kunstverein Kirchzarten
- 1992 Galerie Kultur unterm Turm, Stuttgart
- 1995 Galerie am Fischmarkt, Erfurt
- 2003 Gesellschaft für Kunst und Gestaltung, Bonn
- 2005 Städtisches Museum Gelsenkirchen